# Ryburgh
Ryburgh is een civil parish in het bestuurlijke gebied North Norfolk, in het Engelse graafschap Norfolk met 694 inwoners.